# Motor de retroceso

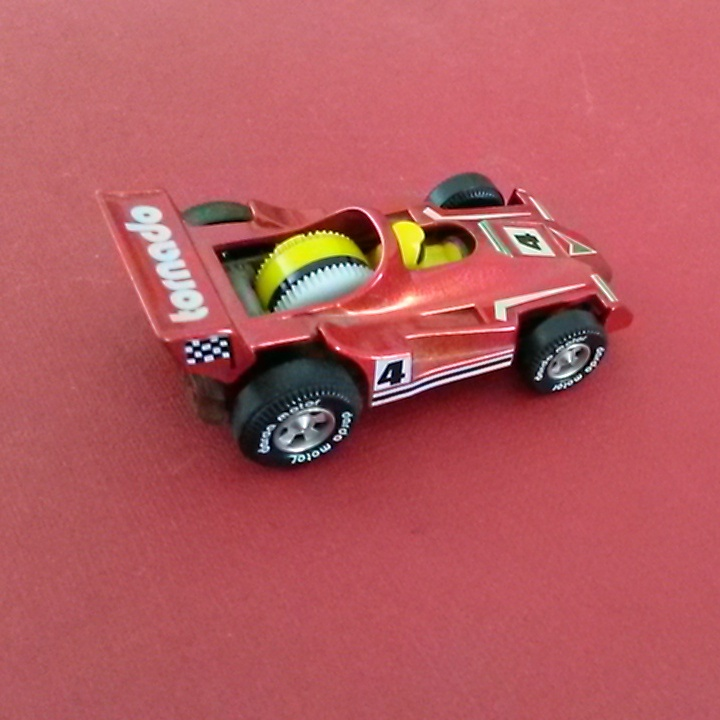
Coche modelo Darda propulsado por un motor de retroceso

Un motor de retroceso es un sencillo mecanismo de relojería utilizado en vehículos de juguete. Su patente fue concedida a Bertrand «Fred» Francis en 1952, como mecanismo de relojería sin llave.
Al tirar del automóvil hacia atrás (de ahí el nombre) se enrolla un resorte espiral interno; una espiral plana en lugar de un muelle helicoidal. Al soltarlo, el automóvil es impulsado hacia adelante por el resorte. Cuando este se ha desenrollado y el automóvil se mueve, el motor se desacopla mediante un embrague o trinquete y el automóvil sigue rodando libremente hacia adelante. A menudo, el mecanismo de embrague está diseñado de modo que la distancia de retroceso necesaria para enrollar el muelle es menor que la distancia en la que este está acoplado para impulsarlo hacia adelante.
Por lo demás, la mayoría de estos automóviles son de rodaje libre. Para darles cuerda es necesario empujarlos hacia abajo, accionando así el embrague. Como el motor solo se activa para dar cuerda mientras se mantiene presionado, el enrollado completo debe realizarse en una sola pasada, a diferencia del motor de volante. Algunos motores tienen un embrague unidireccional interno que permite enrollarlos con un movimiento de vaivén.
Algunos motores de retroceso, generalmente diseñados para competir en pares, han utilizado un mecanismo de enganche y liberación para retener sus resortes. Estos pueden enrollarse por separado y luego lanzarse juntos soltando sus gatillos de muelle. Los vehículos de la marca Darda utilizan un mecanismo de este tipo para su motor Stop'n'Go, que previamente se enrolla y luego se libera automáticamente cuando se lo mueve desde atrás. Esto permite organizar carreras de relevos con varios coches.
También se utilizan en algunos juguetes distintos a los automóviles, como el juego de construcción K'nex que cuenta con un motor de este tipo, al igual que Meccano que lo incluye en algunos sets más modernos.
El más secillo de estos motores puede utilizar una goma elástica estirada como muelle lineal, en lugar de un resorte helicoidal. Son voluminosos y menos potentes, pero requieren poca sofisticación en su fabricación: los resortes helicoidales, aunque aparentemente simples, exigen una metalurgia del acero muy desarrollada. Por este motivo estos juguetes suelen ser de fabricación casera o artesanal.